# Christian Wehrschütz

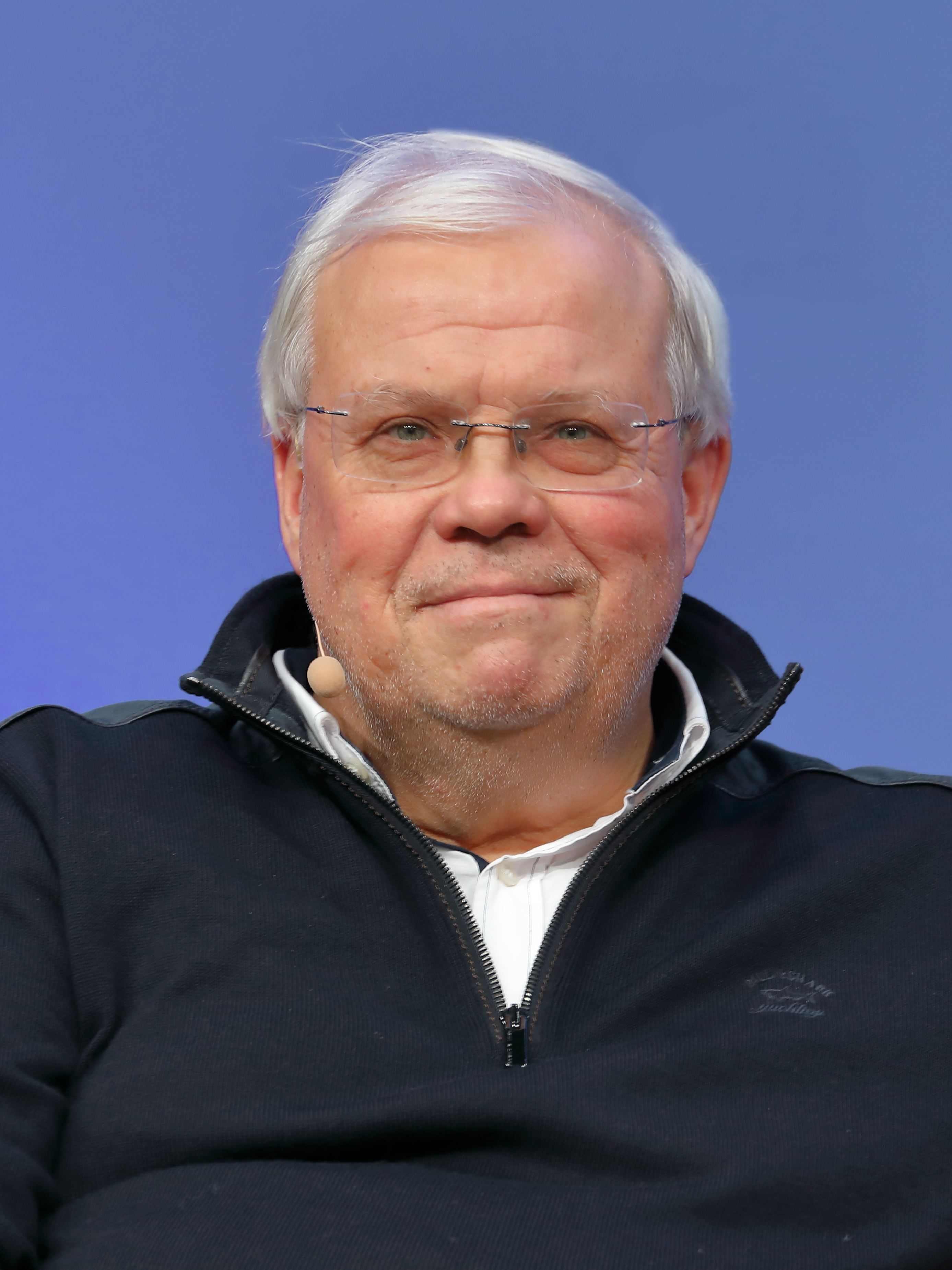
Christian Wehrschütz (2022)

Christian Ferdinand Wehrschütz (* 9. Oktober 1961 in Graz) ist ein österreichischer Journalist.

## Leben
Nach der Matura 1980 am Bundesgymnasium und Bundesrealgymnasium Kirchengasse Graz studierte Wehrschütz von 1981 bis 1985 an der Universität Graz Jus, weiters auch Slawistik, dieses Studium schloss er aber nicht ab.
Wehrschütz spricht laut eigenen Angaben neben seiner deutschen Muttersprache, Englisch, Russisch, Ukrainisch, Serbisch, Französisch, Slowenisch, Mazedonisch und Albanisch und ist Militärdolmetscher für Russisch und Ukrainisch.
Er ist verheiratet und Vater zweier Töchter.

## Beruflicher Werdegang
Wehrschütz ist Bundesheeroffizier der Reserve mit derzeitigem Dienstgrad Oberstleutnant.

### Journalistische Tätigkeit

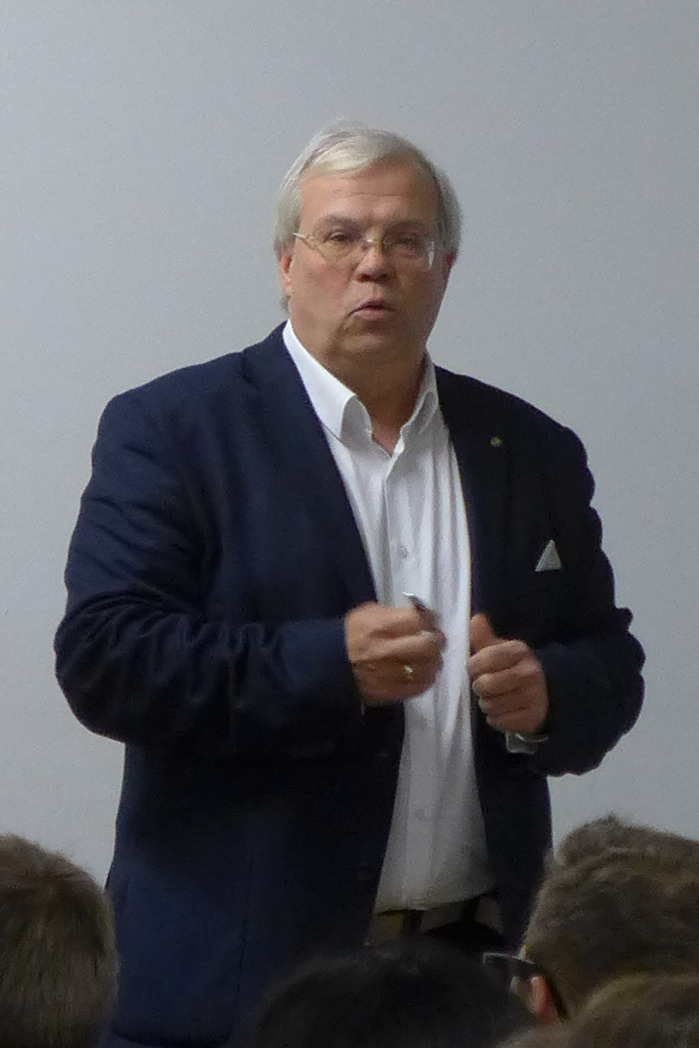
Christian Wehrschütz (2014)

Wehrschütz begann seine journalistische Tätigkeit bei der rechtsextremen Monatszeitschrift Die Aula, wo er bis 1983 Artikel verfasste. Sein erstes Interview machte er mit dem Holocaustleugner und Verschwörungstheoretiker David Irving. In den Jahren 1987 bis 1990 war Wehrschütz Chefredakteur der Wochenzeitung Neue Freie Zeitung der FPÖ und Autor bei verschiedenen Zeitschriften. Die 1988 von Oscar Bronner gegründete Tageszeitung Der Standard nannte er in einem Artikel mit antisemitischem Unterton einen „selbsternannten Gralshüter des politischen Liberalismus, der wohl mehr der Ostküsten-Mentalität der Vereinigten Staaten […] entsprechen dürfte“. 1988 volontierte er bei der Neuen Zürcher Zeitung und schrieb in weiterer Folge für dieses Blatt einige Jahre Rezensionen in der Rubrik „Das politische Buch“. Er schreibt regelmäßig für die Kleine Zeitung und die Kronen Zeitung.
Seit 1991 ist Wehrschütz beim ORF tätig, wo er bis 1992 beim ORF-Teletext und danach bis 1999 beim ORF-Radio im aktuellen Dienst arbeitete. Im November 1999 wurde Wehrschütz als Balkan-Experte vom ORF nach Belgrad entsandt. Er betreut von dort aus die Berichterstattung über das ehemalige Jugoslawien und Albanien.
Im August 2011 kandidierte Wehrschütz für das Amt des Generaldirektors des ORF, er unterlag jedoch dem amtierenden Generaldirektor Alexander Wrabetz. Er wurde in diesem Zusammenhang der FPÖ zugerechnet, war aber bereits im Jahr 2002 aus der Partei ausgetreten, weil sie seine Erwartungen nicht erfüllt habe.
2014 berichtete er vom Absturz des Malaysia-Airlines-Flugs 17 in der Ukraine am Beginn des Kriegs. 90 % des Materials wurde aus Gründen der Pietät den Angehörigen gegenüber nicht veröffentlicht.
Im September 2015 wurde Wehrschütz zusätzlich mit der Leitung des neuen ORF-Auslandsbüros in Kiew betraut. Seit dem 24. Februar 2022, dem Beginn des russischen Überfalls auf die Ukraine, ist Wehrschütz als ORF-Korrespondent im Kriegsgebiet als Journalist tätig.

#### Kontroversen
Wehrschütz wurde mehrfach falsche Ausgewogenheit und eine prorussische Haltung vorgeworfen. 2019 wurde er von der Ukraine wegen „antiukrainischer Propaganda“ und der Verletzung von Reisebestimmungen in okkupierte Gebiete vorübergehend mit Einreiseverbot belegt. Außenministerin Karin Kneissl, später selbst wegen ihrer Nähe zum Putin-Regime unter Kritik, sprach von einem „inakzeptablen Akt der Zensur“ und lud den ukrainischen Botschafter in Wien vor. Wehrschütz klagte gegen die Entscheidung, die ein Monat später wieder aufgehoben wurde. Auch seine Berichterstattung über die Massengräber von Isjum sorgte für Kritik der ukrainischen Botschaft. Der ORF sprach von „haltlosen Vorwürfen“ und sah die Sicherheit von Wehrschütz durch die Kritik in Gefahr.
In den Euromaidan-Protesten und der Absetzung von Wiktor Janukowytsch sah er einen Mitgrund für die Annexion der Krim 2014: „Janukowitsch wäre dann halt noch ein Jahr Präsident geblieben, wir hätten Anfang 2015 die Wahlen gehabt, wir hätten uns die Krim-Krise erspart, Hunderttausende Flüchtlinge und Tausende Tote.“ Im Zuge des russischen Einfalls im Donbas 2014 sprach er von „Rebellenrepubliken“. Kurz nach dem russischen Überfall auf die Ukraine 2022 postete er ein Tom-und-Jerry-Meme auf seinem Facebook-Account, das eine Kriegsschuld der NATO nahelegt.
Im August 2023 verwendete Wehrschütz in einem zweiminütigen Beitrag für die Zeit im Bild zwei Videos in einem falschen Kontext. In dem Beitrag über Korruption in der Ukraine sollten Videos die Verhaftung von Ukrainern zeigen, „die nicht bereit sind, für ihr Land zu kämpfen“. In Wirklichkeit zeigte ein Video die Festnahme eines russischen Spions durch die Ukraine, auf dem anderen Video sind ukrainische Studenten zu sehen, die nicht im Ausland studieren dürfen und daher an der Grenze zu Polen demonstrieren, wobei einer abgeführt wird. Diese Videos wurden zuvor zu prorussischen Propagandazwecken in neue Kontexte gesetzt und online verbreitet. Wehrschütz sagte anschließend, dass dies der „erste derartige Fehler“ in seiner 23-jährigen Karriere als Korrespondent gewesen sei und nannte die Vorwürfe einer prorussischen Haltung „falsch und böswillig“. In einem Interview mit der Kronen Zeitung setzte er im Anschluss westliche Propaganda mit der russischen gleich.
Im Zuge dieser Kontroverse widmete Ö1 Wehrschütz eine Ausgabe von „#doublecheck“. „Wehrschütz kann so agieren, weil er ein enormes Standing bei der ORF-Führung hat, das auf seiner Prominenz durch den langjährigen Einsatz als Reporter sowie auf seiner guten Vernetzung ins Bundesheer, mit dem Boulevard und ins rechte Lager basiert. Wehrschütz hat FPÖ-Hintergrund und kann auch als Signal an eine Gruppe gesehen werden, bei der der ORF Akzeptanzprobleme hat.“

## Schriften (Auswahl)

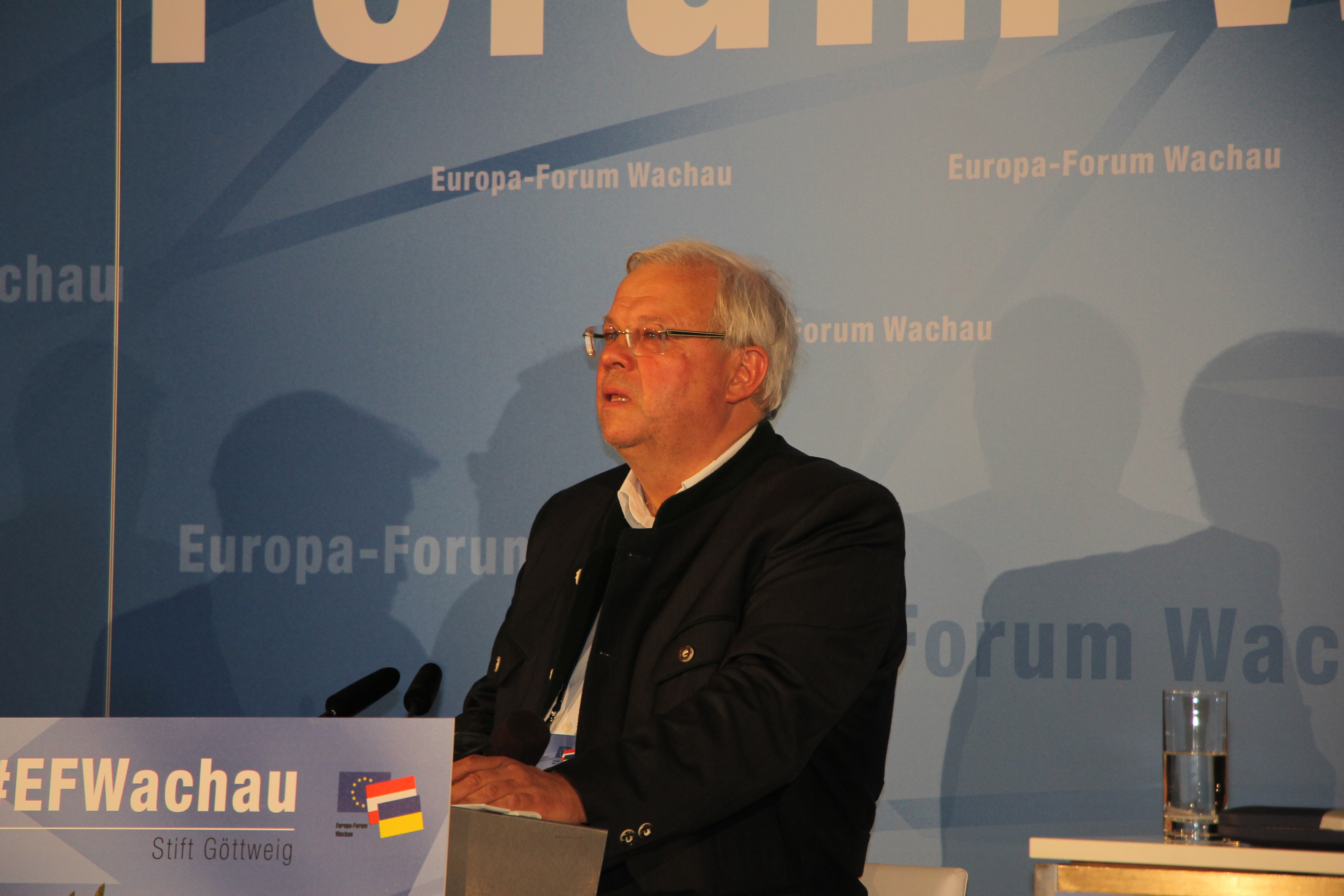
Christian Wehrschütz als Moderator beim Europa-Forum Wachau 2018

- Das Aktiengesetz als Analogiebasis des Sparkassenorganisationsrechts. Ungedruckte Diplomarbeit, Graz 1986.
- Im Kreuzfeuer. Am Balkan zwischen Brüssel und Belgrad. Molden, Wien/Graz/Klagenfurt 2009, ISBN 978-3-85485-247-6.
- Brennpunkt Balkan. Blutige Vergangenheit, ungewisse Zukunft. Styria premium, Wien 2013, ISBN 978-3-222-13427-2.
- Brennpunkt Ukraine. Gespräche über ein gespaltenes Land. Styria premium, Wien 2014, ISBN 978-3-222-13474-6.
- Mein Journalistenleben zwischen Darth Vader und Jungfrau Maria. edition keiper, Graz 2022, ISBN 978-3-903322-65-3.

## Auszeichnungen und Preise
- 2000: Staatspreis für publizistische Leistungen im Interesse der Geistigen Landesverteidigung
- 2007: Leopold-Kunschak-Pressepreis
- 2014: Journalist des Jahres der Fachzeitschrift Der Österreichische Journalist[23]
- 2022: Romy – Sonderpreis der Jury[24]
- 2022: Militär-Anerkennungsmedaille[25]
- 2022: Großer Josef-Krainer-Preis[26]
- 2022: Journalist des Jahres in der Kategorie Außenpolitik[27]
- 2023: Goldenes Ehrenzeichen für Verdienste um die Republik Österreich[28][29]
- 2023: Platinbuch des Hauptverbandes des österreichischen Buchhandels für Mein Journalistenleben zwischen Darth Vader und Jungfrau Maria[30]